# Spathius ruficeps
Spathius ruficeps är en stekelart som först beskrevs av Smith 1858.  Spathius ruficeps ingår i släktet Spathius och familjen bracksteklar.

## Underarter
Arten delas in i följande underarter:
- S. r. unicolor
- S. r. pallidus